# Асоціація високотехнологічних підприємств і організацій України «Космос»
Українська асоціація високотехнологічних підприємств та організацій «КОСМОС» (Асоціація «КОСМОС») — неприбуткове добровільне об’єднання підприємств, організацій, установ та товариств усіх форм власності та відомчого підпорядкування, які здійснюють, мають намір здійснювати або підтримують космічну діяльність.

## Історія створення
5 квітня 2018 року в м. Дніпро відбулася координаційна нарада підприємств і організацій науково-виробничої кооперації ДП «КБ «Південне»  .
В нараді взяли участь понад 200 представників з 103 підприємств і організацій космічної галузі України, наукових установ Національної академії наук України, вищих навчальних закладів Міністерства освіти і науки України, підприємств оборонно-промислового комплексу, приватних та акціонерних компаній.
В ході проведення наради було прийнято рішення про створення Української асоціації високотехнологічних підприємств і організацій «Космос».
На загальних зборах Асоціації високотехнологічних підприємств і організацій України «Космос» , які відбулися в Києві у Національній академії наук 21 вересня 2018 року, затверджено Декларацію Асоціації та основні напрями її діяльності, прийняли план робіт і бюджет Асоціації на 2018 рік, обрали Раду Асоціації, затвердили директора Асоціації – голову наглядової ради ПАТ «ЕЛМІЗ» Вадима Васильєва – і керівників регіональних представництв, вибрали ревізора Асоціації, затвердили її логотип і порядок сплати членських внесків.
На час заснування, Асоціація високотехнологічних підприємств і організацій України «Космос» нараховує 37 учасників , у тому числі 33 дійсних і 4 асоційованих. Національну академію наук України представляють 6 інститутів, Міністерство освіти і науки України – 3  університети, Державне космічне агентство України – 4 підприємства, серед яких – ДП «КБ «Південне», Державний концерн «Укроборонпром» – 4 організації, інші 16 дійсних учасників – українські акціонерні та приватні підприємства.

## Діяльність
13 лютого 2019 року Голова Державного космічного агентства України П.Г. Дегтяренко і Директор Української асоціації високотехнологічних підприємств та організацій «Космос» В.В. Васильєв підписали Меморандум про співробітництво . 
14 березня 2019 року на ВО «Київприлад» відбулися річні загальні збори  Української асоціації високотехнологічних підприємств і організацій «Космос».
У зборах взяли участь представники 33 учасників Асоціації та запрошені представники від Державного космічного агентства України, підприємств та установ космічної галузі України, наукових установ Національної академії наук України, вищих навчальних закладів Міністерства освіти і науки України, Всеукраїнської громадської організації «Аерокосмічне товариство України», Українського молодіжного аерокосмічного об`єднання «Сузір`я», Ради молодих працівників космічної галузі України.
Згідно Порядку денному учасники загальних зборів заслухали звіти Головуючого Ради Асоціації О.В. Осадчого та Ревізора Асоціації В.Є. Стрєльцова про результати діяльності Асоціації у 2018 році, а також звіти та плани робіт тематичних комітетів.